# Phacelia mollis
Phacelia mollis är en strävbladig växtart som beskrevs av Macbride. Phacelia mollis ingår i Faceliasläktet som ingår i familjen strävbladiga växter. Inga underarter finns listade i Catalogue of Life.